# 스매시버거
스매시버거(Smashburger)는 미국의 패스트푸드 햄버거 체인이다. 2007년 첫 매장을 오픈한 후 급속한 성장을 이루었고 몇 년 안에 수백 개의 매장을 추가했지만 "베터 버거" 산업의 침체로 인해 규모와 확장 계획이 둔화되었다. 회사 경영진은 처음에 IPO를 고려했지만 필리핀에 본사를 둔 패스트푸드 업체인 졸리비 푸즈 코퍼레이션이 2015년에 회사 지분 40%를 매수했고, 당시 회사 가치는 3억 3,500만 달러였다. 2018년 12월 현재 졸리비는 스매시버거를 100%를 인수했다.